# X-Perience
Az X-Perience egy 1995-ben alapított német együttes. Az eredeti felállásban a csapat tagjai Matthias Uhle, Alexander Kaiser és Claudia Uhle - Matthias lánytestvére - voltak. 2007-ben Manja Wagner énekesnő vette át a távozó Claudia helyét.

## Diszkográfia

### Albumok
- Magic Fields (WEA) – 1996
- Take Me Home (WEA) – 1997
- Journey of Life (Polydor) – 2000
- Lost in Paradise (Major Records) – 2006
- 555 (Valicon Records) – 2020

### Kislemezek
- "Circles of Love" (limited, own label World of Enigation) – 1995
- "Circles of Love" (WEA) – 1996
- "Circles of Love" (Remixes) (WEA) – 1996
- "A Neverending Dream" (WEA) – 1996
- "A Neverending Dream" (Remixes) (WEA) – 1996
- "Magic Fields" (WEA) – 1997
- "Limited Edition" (X-Shaped Promo-CD) (WEA) – 1997
- "Mirror" (WEA) – 1997
- "I Don’t Care" (WEA) – 1997
- "I Don’t Care (Remixes)" (WEA) – 1997
- "Game of Love" (WEA) – 1998
- "Journey of Life" Promotion Only (Polydor) – 1999
- "Island of Dreams" (Polydor) – 2000
- "Am I Right" (Polydor) – 2001
- "It’s a Sin" Promotion Only (Polydor) – 2003
- "Return to Paradise" (Major Records) – 2006
- "Personal Heaven" feat. Midge Ure Basic + Premium Edition (Major Records) – 2006
- "I Feel Like You" (Major Records) – 2007
- "Dream A Dream" (Valicon Records) – 2020
- "I Feel Like You 555" (Valicon Records) – 2020